# Abbo af Auxerre
Abbo af Auxerre (død den 3. december 860) var biskop i Auxerre.
Oprindeligt var han munk, men blev abbed i Saint-Germain d'Aucerre klostret. Han efterfulgte sin bror Heribald af Auxerre som biskop i Auxerre i 857. Han trådte tilbage fra embedet i 859. Hans biografi er inkluderet i Les Petits Bollandistes. Efter sin død blev han helgenkåret.
Han er ikke nævnt i Romersk Martyrologi, der er den officielle liste over anerkendte helgener i den Romerskkatolske kirke.